# Nederländska språk
Nederländska språk eller lågfrankiska språk är en språkfamilj eller ett dialektkontinuum av tre västgermanska språk som härstammar från 1600-talets nederländska, nämligen nederländska (även kallad holländska), flamländska (ibland ansett som en eller flera dialekter av nederländskan) och afrikaans. Kring 1990 talades nederländska språk som förstaspråk av cirka 27 miljoner människor. 

## Språkträd
- Indoeuropeiska språk
  - Germanska språk
    - Västgermanska språk
      - Lågtyska-nederländska
        - Nederländska språk
          - Afrikaans
          - Nederländska
          - Flamländska